# Лёв, Йоахим
Йоахи́м Лёв (нем. Joachim Löw, немецкое произношение: [ˈjoːaxɪm ˈløːf]; род. 3 февраля 1960[…], Шёнау-им-Шварцвальд) — немецкий футбольный тренер, ранее выступавший как футболист на позиции полузащитника. С 1 августа 2006 года по 29 июня 2021 года — главный тренер национальной сборной Германии, до этого в течение двух лет был помощником Юргена Клинсмана.
В качестве игрока Йоахим играл во второй Бундеслиге за «Фрайбург». После двух сезонов в первом клубе в 1980 году перешёл в «Штутгарт», но за год выступил лишь в 4 играх и не забил ни одного мяча. За десятилетие Лёв 5 раз менял команду, дважды возвращаясь во «Фрайбург», но закрепиться в первом дивизионе бундеслиги хотя бы с одним коллективом не удалось. В начале 90-х футболист выступал за швейцарские клубы. В 1994 году начал тренировать молодёжную команду клуба «Винтертур». Осенью того же года спортсмен оставил клуб, подписав контракт с «Фрауэнфельдом», но отыграл сезон и заявил о том, что завершает карьеру футболиста.
В 1995 году стал помощником тренера «Штутгарта», а потом занял пост главного тренера. За два года под началом молодого наставника команда завоевала кубок страны и попала в зону еврокубков. После поражения в финале Кубка Кубков от «Челси» Йоахим был отправлен в отставку. Год он проработал в турецком «Фенербахче», заняв третье место в чемпионате. В сезоне 2001/02 австрийский «Тироль» под руководством Лёва завоевал чемпионский титул, но клуб обанкротился, и тренер опять остался без работы. Затем немец провёл несколько месяцев в венской «Аустрии», а с августа 2004 года вошёл в тренерский штаб сборной своей страны. До 2006 года Йоахим был помощником главного тренера национальной команды, затем сам её возглавил.
Лёв является одним из самых успешных тренеров в истории сборной Германии — под его руководством команда выигрывала медали во всех турнирах, в которых принимала участие. В 2008 году немцы дошли до финала чемпионата Европы, где уступили испанцам. Главным достижением стала победа на чемпионате мира 2014 года. Лёв провёл на международном уровне более 170 матчей. Процент побед — 62,94 %. Оба показателя одни из лучших в истории всех европейских сборных. Награждён орденом «За заслуги перед Федеративной Республикой Германии» (2010).

## Биография
Йоахим Лёв родился 3 февраля 1960 года в небольшом городке Шёнау-им-Шварцвальд, расположенном в земле Баден-Вюртемберг. В семье владельца печного производства росло четверо детей. В военные годы, отец Лёва был взят в плен и около семи лет пробыл на территории СССР. Играть в футбол Йоахим начал ещё в детстве, когда в 5 лет отец подарил ему бутсы модели Uwe Seeler. С тех пор все свободное время мальчишка проводил на тренировках. В одном из интервью немец вспомнил, что всегда мыл его после игры и в кровать отправлялся только с ним. Также мальчик помогал матери и был министрантом в местной церкви.
Футболистами стали сразу двое сыновей. Но карьера брата Маркуса прошла в заштатных немецких клубах, а брата Йоахима продолжила развиваться. По словам его первого тренера Вольфганга Келлера, футбольный талант Йоги был заметен уже в раннем возрасте. В 17 лет уехал во Фрайбург и поступил в торговую школу при университете и одновременно начал выступать за фрайбургский «Айнтрахт» в любительской лиге Южного Бадена. Молодой нападающий очень скоро попал в поле зрения скаутов одного из двух главных городских клубов — «Фрайбург», который в 1978 году завоевал право играть во второй бундеслиге. Летом того же года подписал свой первый полупрофессиональный контракт.

## Игровая карьера
В основе «Фрайбурга», который в первый год своего пребывания во втором дивизионе отчаянно бился за выживание, новичок был самым молодым. В своём первом сезоне Лёв всего четыре раза поразил ворота противника. Кроме того, на подающего и начинавшего оправдывать надежды форварда обратил внимание «главный» клуб из Баден-Вюртемберга, выступающий в Бундеслиге, столичный «Штутгарт». Его тренеру Юргену Зундерману приглянулся молодой атакующий полузащитник, и он предложил президенту клуба Герхарду Майеру-Форфельдеру выкупить у фрайбуржцев его контракт. «Швабам» пришлось заплатить за Лёва 500 000 марок, поскольку на подросший талант претендовали «Бавария», франкфуртский «Айнтрахт» и «Шальке 04». Лёв предпочёл выбрать «Штутгарт» потому, что Зундерман видел его игроком основы.
В первом же товарищеском матче за новую команду сломал голень и малоберцовую кость, столкнувшись с вратарём «Ливерпуля» Рэем Клеменсом, и выбыл на семь месяцев. В том сезоне 1980/81 Лёв провёл всего четыре встречи. По окончании сезона полузащитник покинул клуб.
В 1981 году Лотар Бухманн, бывший тренер «швабов», в своё время наблюдавший за Лёвом, руководил теперь франкфуртским «Айнтрахтом» и пригласил немца к себе. В атаке в то время играли Роланд Борхерс и знаменитый кореец Чха Бом Гын. Бухманну же нужны были созидатели в полузащиту, поэтому он стал пробовать Ральфа Фалькенмайера, Штефана Лоттеманна и Йоахима Лёва. Причём последнему он доверил место в основе сразу. В первых двенадцати матчах без пропусков отыграли только четыре человека: вратарь Юрген Паль, защитники Бруно Пеццай и Карл-Хайнц Кёрбель и полузащитник Лёв. Семь раз из двенадцати Йоахим начинал в старте. Мелкая травма выбила Лёва на три недели из строя в ноябре. Когда же он снова был готов, то его выпускали в лучшем случае на замену. Тренер позже говорил о Лёве-футболисте как об игроке «незаметном, не бросающемся в глаза». Сам игрок честно признавал, что в первой бундеслиге он играл на пределе. В 1982 году Йоахим вернулся во «Фрайбург», где с перерывом на год отыграл ещё шесть сезонов. После двух лет во «Фрайбурге» он подписался играть за команду земляков из Бадена — «Карлсруэ», которая после годичного отсутствия возвратилась в Бундеслигу и теперь занималась усилением состава. Тренировал команду Вернер Ольк, бывший знаменитый игрок «Баварии». В сезоне 1982/83 Ольк возглавлял «Фрайбург», хорошо знал Лёва и его возможности, потому и пригласил. Новичок чемпионата начал сезон довольно резво и после дюжины игр вполне комфортно расположился в середине таблицы с показателями идеального середняка: 12 набранных очков, 12 потерянных. Лёв сыграл во всех матчах без замен и забил два мяча. Дальше клуб начал проигрывать всем подряд. Команда с теми же двенадцатью очками закончила первый круг третьей с конца. В качестве профилактической меры Ольк усадил на лавку двух полузащитников — Йоахима Лёва и Уве Диттуса.
«Разве только вратари виноваты в том, что мы за сезон пропустили 88 мячей?! Мы все были «хороши». Играли как умели и могли».
Вернера Олька в конце концов из клуба уволили, а на его место пригласили безработного Лотара Бухманна. Тот вернул обоих друзей в состав, но чуда не произошло — «Карлсруэ» вылетел. Так закончился последний опыт игрока Лёва в первой бундеслиге. После окончания контракта Лёв вернулся во «Фрайбург». Он выступал за клуб ещё четыре года, два с половиной из которых провёл под началом Йорга Бергера. Бергер возглавил «Фрайбург» летом 1986 года. В предыдущем сезоне в команде сменились по очереди три тренера, а сама она чудом «вскочила в последний вагон» второй Бундеслиги, поднявшись из зоны вылета в последнем туре. Вскоре после ухода Бергера покинул команду и Лёв.
В 1989 году немец уехал в Швейцарию и стал выступать за «Шаффхаузен». В нём он провёл три сезона. В 1992 году Лёв перешёл в «Винтертур», который выступал во втором дивизионе. В 1994 году начал тренировать молодёжную команду клуба. Осенью того же года спортсмен оставляет клуб, подписывая контракт с «Фрауэнфельдом», отыгрывает сезон и заявляет о том, что завершает карьеру футболиста.

### Карьера в молодёжной сборной
В 1979 году в ФРГ впервые официально была создана юниорская сборная до 21 года с прицелом на третий в истории чемпионат Европы для команд этого возраста. В двух первых розыгрышах немцы участия не принимали. Тренером был назначен только что закончивший футбольную карьеру Берти Фогтс. На первый товарищеский матч новой команды против сборной Польши среди прочих молодых талантов (Пьер Литтбарски, Руди Фёллер, Бернд Шустер) он вызвал и Йоахима Лёва. Всего за сборную страны юниорского возраста Лёв провёл четыре матча.

## Тренерская карьера

### Начало и первый трофей
Тренерскую карьеру Лёв начал ещё во времена выступлений за швейцарские клубы «Винтертур» и «Фрауэнфельд». В сезоне 1995/96 он был помощником главного тренера «Штутгарта» Рольфа Фрингера, а после его ухода в сборную Швейцарии занял место временного наставника (нем. Interimstrainer). Через месяц, в середине сентября после шести туров «Штутгарт» шёл на первом месте в таблице, набрав 16 очков из 18 возможных и опережая «Баварию» на два очка, а дортмундскую Боруссию — на три. За это время было одержано пять побед, среди них три разгромных по 4:0 над «Шальке 04», «Гамбургом» и «Кёльном», а ещё над «Вердером» и «Карлсруэ». Единственная ничья состоялась в игре против чемпиона, дортмундской «Боруссии», на её поле.
«Мне сразу дали понять — ты на этом посту временно, пока не подыщем главного с авторитетом и биографией. Что мне было делать? Только работой доказывать свою нужность».
21 сентября 1996 года руководители клуба предложили Лёву контракт главного тренера. Соглашение было подписано буквально за пятнадцать минут до начала домашней игры 7-го тура против дюссельдорфской «Фортуны» (0:2). Это поражение позволило «баварцам» обойти «швабов», но ненадолго. В следующем туре «Штутгарт» победил «Мюнхен 1860», а «Бавария» была разгромлена «Вердером». Команда Лёва соперничала с «Баварией» почти до конца первого круга. Двух лидеров подпирали действующий чемпион «Боруссия» и леверкузенский «Байер». После 13-го тура «штутгартцы» всё-таки сдали лидерство «Баварии». Но это поражение, как и следующее, через один тур от «Дуйсбурга», хоть и отразилось на турнирном положении команды, не испортило общее благоприятное впечатление от её игры, от постоянной атакующей направленности командных действий. В родном городе стадион, ставший с 1993 года «Готтлиб-Даймлер-штадион», публика забивала под завязку — билеты на матчи те, кто не запасся абонементами, покупали в течение пары часов после начала продажи. В других городах посещаемость матчей с участием «швабов» также возрастала. Местные газеты «штутгартцев» хвалили, превозносили за зрелищную атакующую игру и противопоставляли «баварцам», «унылой машине по набиранию очков». В Кубке Германии того сезона судьба «Штутгарта» дважды решалась в серии одиннадцатиметровых. Во втором круге по пенальти (5:4) была обыграна «Герта», а в четвертьфинале (4:2) — родной для Лёва «Фрайбург». В финале «штутгартцы» получили в соперники «Энерги», команду, только что занявшую первое место в региональной лиге и имеющую любительский статус. «Швабы» натолкнулись на жесточайшее сопротивление младших по рангу, но сумели забить два мяча, не пропустив при этом ни одного, и завоевать трофей. В целом, выступление «Штутгарта» в том сезоне было оценено очень высоко.
В следующем сезоне руководство клуба поставило Йоахим Лёву задачу обязательно попасть в зону еврокубков. В межсезонье клуб покинули одиннадцать игроков, взамен которых было приобретено шесть. Старт «Штутгарта» в новом сезоне не был таким удачным, как в предыдущем, «швабы» постоянно находились в районе пятого-седьмого мест. В итоге немецкий клуб занял такое же, как и в предыдущем сезоне четвёртое место. Но то, что годом ранее было взлетом, теперь квалифицировалось, как «топтание на месте». 22 марта 1998 года «швабы» разгромно уступили дома «Баварии» — 0:3 (второй раз за месяц: в середине февраля «Штутгарт» проиграл мюнхенцам в полуфинале Кубка, сдав полномочия обладателя трофея). Президент клуба Герхард Майер-Форфельдер обвинил Лёва в плохом руководстве командой. Спустя несколько дней президент поговорил с Оттмаром Хитцфельдом, позже с Ари Хааном и Юппом Хейнкесом. А 23 апреля неподалёку от здания клуба был замечен «Porsche» Винфрида Шефера. Контракт с Лёвом мог быть расторгнут сразу после потери последних шансов в Кубке страны и в чемпионате, то есть в конце марта, и команда заканчивала бы сезон под руководством Райнера Адриона. Но «Штутгарт» шёл к финалу Кубка Кубков. После «Славии» в полуфинале дважды — дома 2:1 и в гостях 1:0 — был обыгран московский «Локомотив». 13 мая «швабы» проиграли в финале Кубка обладателей УЕФА 1997/98 в Стокгольме лондонскому «Челси» 0:1. На последнем матче Бундеслиги сезона 1997/98 против «Вердера» фанаты развернули пару огромных и десяток плакатов поменьше, на которых значилось: «Не трогайте Лёва, лучше отправьте в „Карлсруэ“ Майера-Форфельдера». Тренера пытался также защитить от имени команды Фреди Бобич. Официально Йоахима Лёва уволили 20 мая 1998 года. В прощальном слове он проявил себя дипломатом:
«Я провёл в «Штутгарте» два чудесных года. Жаль, но у нас с президентом оказались, как выяснилось, разные взгляды на природу успеха и способы его достижения».
Следующий тренер Винфрид Шефер продержался в «Штутгарте» пять месяцев. Он так и не смог «пробить стену враждебности, окружавшую его в городе и клубе».

### «Фенербахче»
1 июля 1998 года Йоахим Лёв возглавил турецкий «Фенербахче». Приглашение немца в стамбульский клуб состоялось по инициативе футбольного агента Гаруна Арслана. Заодно из «Штутгарта» был приобретён старший из швейцарско-турецких братьев Якинов — Мурат. Ассистентом немца стал Франк Вормут, игравший ранее с Лёвом во «Фрайбурге». В сезоне 1998/99 весь чемпионат в турецкой Суперлиге провели только два тренера: Фатих Терим, наставник «Галатасарая», ставшего в том сезоне в третий раз подряд чемпионом страны, и Йоахим Лёв, приведший клуб к третьему месту. В остальных командах не задержался ни один тренер, начавший работу в первом туре. Лёв проработал в знаменитом стамбульском клубе год и был отставлен без объяснения причин.

### Провал в «Карлсруэ» и 3 месяца в «Аданаспоре»
25 октября 1999 года «Карлсруэ» объявил о назначении Лёва на пост главного тренера. Руководство клуба посчитало Йоахима «единственным приемлемым кандидатом» на место уволенного за низкие показатели Райнера Ульриха. Вместо главного тренера два тура подряд успел посидеть на тренерской скамье спортивный директор Гвидо Бухвальд. Йоги принял команду, находившуюся уже на 13 месте с двумя победами и тремя ничьими. 31 октября «Карлсруэ» провёл первый матч под руководством нового специалиста, со счётом 0:0 сыграв вничью с «Ганновер 96». После 27-го тура «Карлсруэ» уверенно занимал последнюю строчку. Под предводительством Лёва команда в 18 играх победила только один раз и семь раз сыграла вничью. Тренер признался, что бессилен что-либо изменить, но упреки конкретно в свой адрес не признаёт. Пресса отмечала, что «славный тренер Лёв» (нем. nette Trainer Loew) в своем выступлении был «холоден и жёсток». Его финальным матчем было поражение со счетом 3:1 от «Ганновер 96». Весной 2000 года получил тренерскую лицензию на специальном курсе при Немецкого футбольного союза. 19 апреля Лёв добровольно ушёл с поста тренера.
После полугодового перерыва 20 декабря 2000 года Лёв возглавил турецкий клуб первого дивизиона «Аданаспор». В это время в клуб перешли два немца — бывший вратарь «Баварии» Свен Шойер и Томас Бертольд. Уже в марте 2001 года ушёл с поста главного тренера. Позже тренер рассказал, что руководители клуба из-за плохих результатов команды, отказывались выплачивать заработанную плату тренерскому штабу и игрокам. За время работы в Турции Йоахим не выиграл ни одного матча. А когда он покинул «Аданаспор», клуб находился в зоне вылета на 16 месте.

### «Тироль» и «Аустрия» (Вена)
10 октября 2001 года, после полугода простоя, он получил предложение от чемпиона Австрии, клуба «Тироль». Курт Яра, дважды подряд приводивший «Тироль» к званию чемпиона, отправился работать в «Гамбург», а его сменщик Хайнц Биндер чем-то не устроил руководство клуба. Лёв уверенно довёл «Тироль» до третьей подряд победы в первенстве Австрии и наверняка продолжил бы работу, если б клуб не сняли с чемпионата. «Тирольцы» накопили огромные долги, выставили клуб на продажу, но поскольку желающих приобрести его не нашлось, то лицензию у чемпиона отобрали.
Последним клубом, в котором поработал Йоахим Лёв, была знаменитая в прошлом венская «Аустрия», куда немец пришёл 1 июля 2003 года. После снятия с дистанции «Тироля» именно «Аустрия» Кристофа Даума завоевала звание чемпиона. Даума позвали в «Фенербахче», а «фиалки» позвали к себе тренера предыдущего чемпиона страны. Йоги не доработал в Вене даже до конца сезона. Его уволили 24 марта 2004 года после поражения от «Кернтена» (0:2), несмотря на то, что команда Лёва шла на первом месте. Йоги поругался с меценатом клуба Фрэнком Стронаком. Он поначалу терпеливо отчитывался по телефону после каждой встречи, выслушивал замечания, комментарии и советы по кадровой политике. Но поступал по-своему. Когда же Стронак потребовал обязательного присутствия во время игр на скамейке спортивного директора для контроля за действиями тренера, Лёв возмутился.

### Сборная Германии

#### Помощник тренера Юргена Клинсмана
1 августа 2004 года было объявлено, что Лёв стал помощником нового главного тренера сборной Германии Юргена Клинсмана, который пришёл на смену Руди Фёллеру. Клинсман и Лёв познакомились, когда вместе посещали тренерскую школу. В сборной при Клинсмане Лёв играл роль тактика, дополняя атакующую стратегию главного тренера. Также по рекомендации своего нового ассистента на должность «скаута по всем» главный тренер пригласил швейцарца Урса Зигенталера. В течение 20 лет он отвечал в швейцарской федерации футбола за подготовку тренерских кадров. Лёв познакомился с ним во время учёбы и сдачи экзаменов на местную лицензию.
В июне 2005 года сборная Германии заняла третье место на Кубке конфедераций в Германии, уступив в драматичном полуфинале бразильцам 2:3, а в матче за третье место переиграв мексиканцев в дополнительное время 4:3. Уже тогда оформился остроатакующий стиль немцев, которые забили в 5 матчах турнира 15 мячей, в том числе по 2 раза забив Бразилии и Аргентине. Новые тренеры просмотрели все немецкие чемпионаты в поисках игроков для сборной. В 27 играх они использовали 39 человек, среди которых было 12 дебютантов. «Бундестим» была прилично омоложена и обновлена. На чемпионате мира 2006 года в Германии хозяева выиграли все 3 матча в своей группе (Коста-Рика — 4:2, Польша — 1:0, Эквадор — 3:0). В 1/8 финала дубль Лукаса Подольски принёс победу над Швецией (2:0). В четвертьфинале на Олимпийском стадионе в Берлине в драматичном матче по пенальти была повержена сборная Аргентины (1:1, 4:2 по пен.). В полуфинале немцы уступили в дополнительное время сборной Италии, забившей 2 мяча на 119-й и 120-й минутах. Это было первое в истории поражение сборной Германии в Дортмунде. В матче за третье место немцы уверенно переиграли команду Португалии (3:1). Но главным достижением «швабского» тандема стала всеобщая любовь и поддержка болельщиков. В интервью 2005 года Лёв тревожился, что команда ещё не созрела, но правильный вектор развития позволит ей претендовать на звание чемпиона мира в 2010 году.

#### Повышение до главного тренера
После чемпионата мира Клинсман решил не продлевать контракт со сборной и новым наставником сборной Германии стал Лёв. В его родном городе, земляки откликнулись на назначение с восторгом и вывесили плакаты с поздравлениями и пожеланиями успеха. Самый лаконичный гласил: «Мы — бундестренер!». Йоахиму досталась по сути уже сформированная команда, в которой процесс смены поколений был завершен ещё в период работы Клинсмана. Лёв сразу заявил, что будет придерживаться того направления, которое было избрано вместе с Клинсманом. Йоахим придерживается традиционной для немцев схемы 4-4-2, с одним опорным полузащитником и сильными флангами.

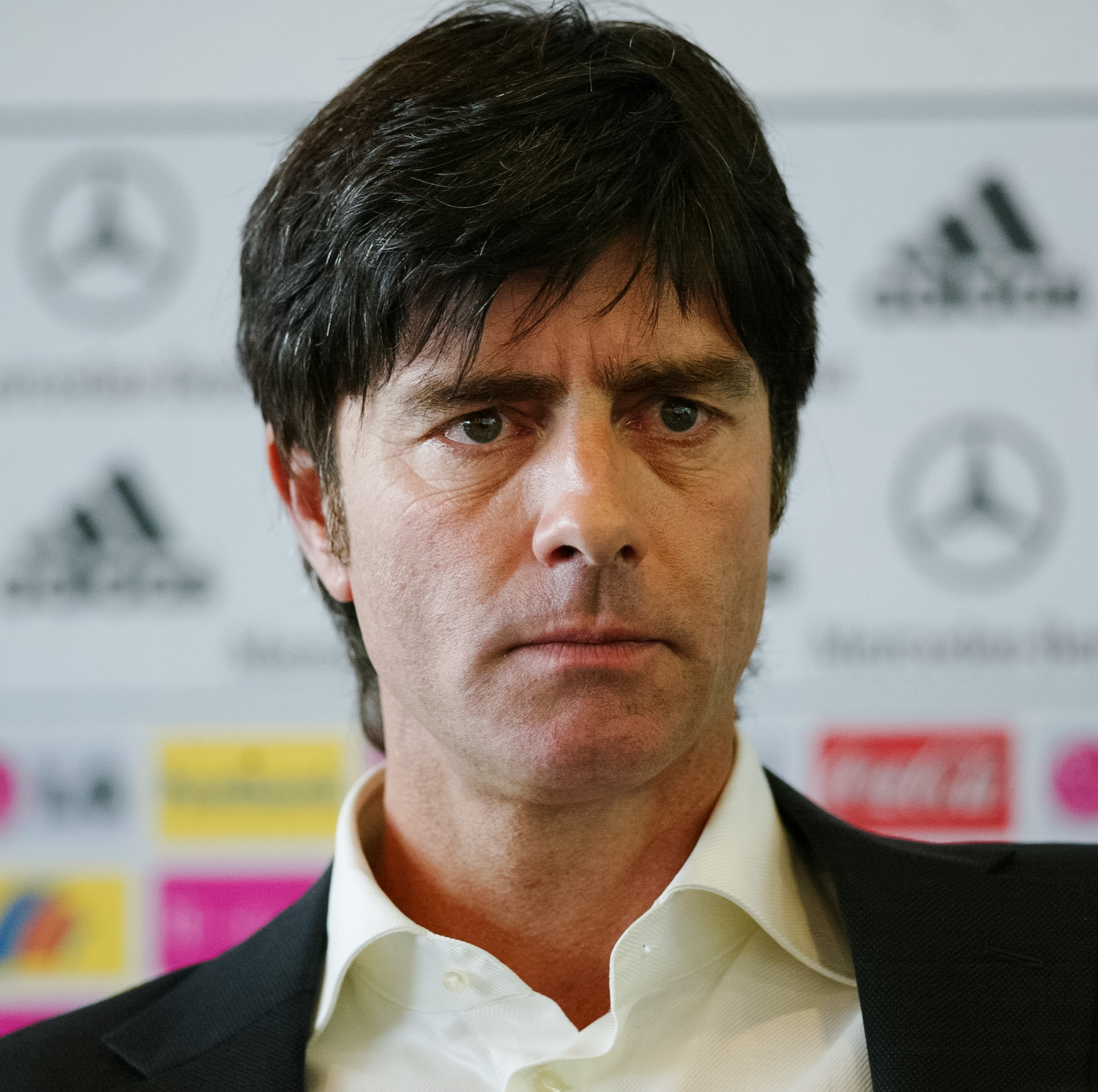
Лёв на пресс-конференции в августе 2006 года

16 августа 2006 года Лёв отпраздновал свой дебют в качестве единоличного тренера сборной домашней победой над Швецией. Немцы победили 3:0, и встреча стала дебютной для защитников Мануэля Фридриха и Малика Фати. Дебютанты появились и в тренерском штабе. Ответственный за физподготовку Марк Ферстеген отбыл в США, а на его место заступил Оливер Шмидтляйн. Помогал ему американец Чэд Форсайт. Через неделю после игры со шведами и за девять дней до начала отборочного цикла сборная получила второго тренера. Новым помощником или, как выразилась «Süddeutsche Zeitung», «ассистентом бывшего ассистента» стал Ханс-Дитер Флик. Когда его спрашивали, давно ли он знает Лёва, Флик отвечал, что очень давно, но знакомство даже не «шапочное». Всего в тренерском штабе было 25 человек. За четыре месяца с момента назначения «Немецкая машина» под руководством нового тренера сыграла пять матчей и одержала пять побед, забив 23 мяча и пропустив всего один. Три игры из пяти были отборочными к будущему чемпионату Европы. Девять очков принесли выигрыши у Ирландии (1:0), Сан-Марино (13:0) и Словакии (4:1). Сборная Германии без единого потерянного очка вместе со сборной Чехии возглавила свою группу. 28 марта 2007 года в игре со сборной Дании, проигранной немцами 0:1, дебютировало сразу шесть человек: Роберт Энке, Роберто Хильберт, Симон Рольфес, Штефан Кисслинг, Гонсало Кастро и Патрик Хельмес. Причём перед матчем тренер отпустил в клубы восьмерых игроков основного состава и объявил, что в матче примут участие шесть дебютантов, чем огорчил дуйсбургских болельщиков, раскупивших билеты и предвкушавших зрелище с участием всенародных любимцев.
При Лёве с августа 2006 года до июня 2008 года в «бундестим» появилось 17 дебютантов. Кроме того, тренер давал шанс попробовать себя ещё раз людям, по тем или иным причинам ранее игравшим в сборной, но выпавшим из неё: Тимо Хильдебранду, Паулю Фрайеру, Кевину Кураньи и некоторым другим. На следующий день после ничьей в Ирландии (0:0), досрочно гарантировавшей сборной Германии участие в финальной стадии ЧЕ, пошли разговоры о желательности «продлить» Лёва до 2010 года. На стремление футбольного союза переподписать контракт не повлияло даже оглушительное домашнее поражение от сборной Чехии в Мюнхене (0:3). Лёв назвал этот проигрыш «полезным уроком, из которого надо сделать выводы, а потом уж забыть, как кошмарный сон». Новый контракт со всеми работниками штаба во главе с Лёвом был подписан в конце октября 2007 года. По новому соглашению немец стал получать 2,5 миллиона евро в год. В начале 2008 года с лёгкостью в гостях были обыграны оба хозяина предстоящего чемпионата — Австрия (3:0) и Швейцария (4:0). Высоко были оценены и тактическая гибкость сборной, скоростная подготовка и слаженность. В голосовании, проведённом «kicker» незадолго до ЧЕ, среди всех игроков бундеслиги на Германию-чемпиона ставила половина опрошенных, половина от оставшейся половины была убеждена, что немцы дойдут до финала. У германских букмекеров «немецкая машина» котировалась выше остальных, опережая итальянцев и испанцев. В последнем матче перед турниром Германия сыграла 2:2 с сборной Беларуси.

#### Чемпионат Европы 2008 года
После двух матчей группового турнира Евро-2008 немцы были на грани краха. Обыграв в первой встрече сборную Польши (2:0), немцы во второй проиграли сборной Хорватии (1:2). Поражение от хорватов стало третьим в двадцати четырёх играх, проведённых командой под руководством Йоги. В последнем матче группового против Австрии (1:0) пользующийся репутацией спокойного человека Лёв был удален на трибуны в конце первого тайма при счете 0:0 вместе с тренером австрийцев Йозефом Хикерсбергером. Немец в перерыве попытался даже зайти в раздевалку, но его не пустили представители УЕФА. Начиная с четвертьфинала, Лёв изменил схему игры команды. Вместо 4-4-2 немцы стали играть 4-2-3-1 с Мирослав Клозе на острие. За два дня до четвертьфинального матча с сборной Португалией УЕФА известил немцев о том, что «тренер Лёв дисквалифицирован на один матч». Командой руководил его ассистент Флик. Обыграв португальцев, а в полуфинале турок с одинаковым счётом 3:2. В финальном матче подопечные Лёва уступили сборной Испании со счётом 0:1, а единственный мяч в первом тайме забил Фернандо Торрес.
После завершения турнира капитан сборной Михаэль Баллак дал интервью «FAZ», в котором раскритиковал кадровую политику Лёва. Игрок обвинял тренера в «неуважении и нелояльности к ветеранам».

#### Чемпионат мира 2010 года
Перед сборной Германии была поставлена задача занять первую строчку в группе, где главным конкурентом была сборная России. В предпоследнем матче 10 октября 2009 года Германия заняла первое место в своей отборочной группе к чемпионату мира 2010 года, обыграв Россию, занявшую второе место, со счетом 1:0. С августа 2008 года по май 2010 года тренер опробовал 22 нового игрока. На чемпионат мира поехало одиннадцать дебютантов — Мануэль Нойер, Тим Визе, Хольгер Бадштубер, Деннис Аого, Жером Боатенг, Сердар Таски, Сами Хедира, Месут Озиль, Тони Кроос, Томас Мюллер и Какау. Большинство этих новичков Лёв отсмотрел лично не только в играх бундеслиги. Он вместе с Ханс-Дитер Фликом и Оливером Бирхоффом летом 2009 года отправился на молодёжное первенство до 21 лет и следил за выступлением ближайшей смены. Через год пятеро чемпионов Европы поехали на мундиаль. Ближе к чемпионату появились проблемы: серия травм преследовала сборную Германии. Буквально в течение нескольких дней сломались Михаэль Баллак, Кристиан Треш, Хайко Вестерманн и вратарь Рене Адлер.

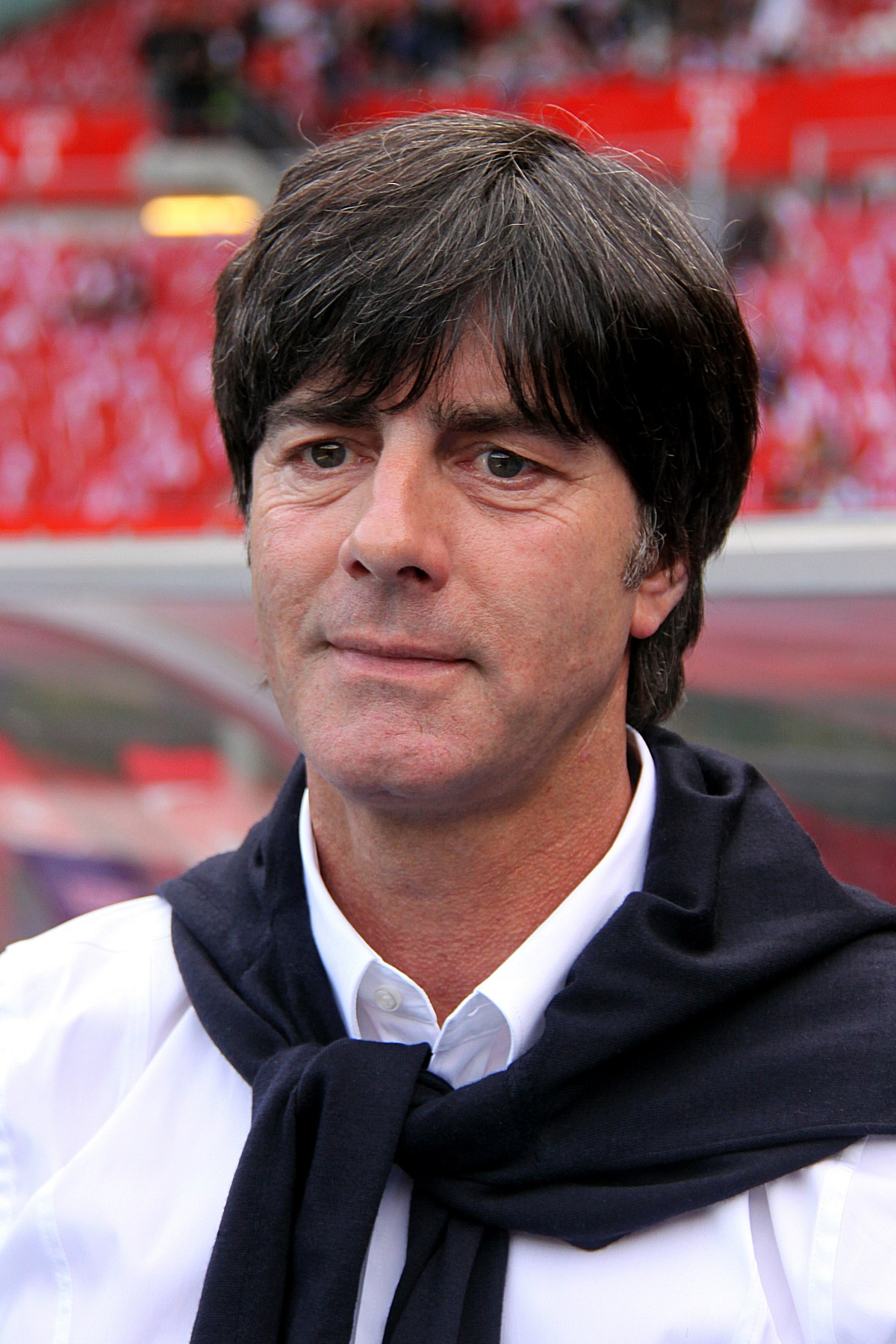
Лёв в 2011 году

На чемпионате мира в ЮАР немецкая сборная входила в число фаворитов чемпионата, и несмотря на поражение от Сербии уверенно заняла первое место в группе, затем в 1/8 финала разгромила сборную Англии (4:1), а в 1/4 сборную Аргентины (4:0). Однако в полуфинале сборная Германии вновь уступила испанцам, которые в итоге и стали чемпионами, а немцы вновь выиграли матч за 3-е место, обыграв в нём Уругвай (3:2). В декабре 2010 года кашемировый свитер, который был надет на немце в полуфинальном матче был продан на благотворительном аукционе за миллион евро. В том же месяце французская газета L’Équipe признала Лёва «тренером года». Пресса во время чемпионата писала о тренере: Он создал самую молодую команду в истории германского футбола, которая играет не так, как её предшественники. Он преобразил «тяжелый танк» в «гоночный болид». После чемпионата мира в октябре 2010 года был награждён орденом «За заслуги перед Федеративной Республикой Германия».

#### Чемпионат Европы 2012 года
Германия квалифицировалась на Евро-2012 и заняла первое место в своей группе, одержав десять побед из десяти матчей. В их числе победа над сборной Казахстана (4:0) и над сборной Австрии (6:2). Во время отборочной кампании подписал новый контракт, по которому он останется в Германии до 2014 года. На чемпионате Европы 2012 года немецкая команда оказалась в «группе смерти» с занявшими второе место Нидерландами, Португалией и Данией, которые, как и сборная Германии, перед началом турнира входили в первую десятку мирового рейтинга ФИФА. Германия выиграла все три групповых матча, чего до этого не удавалось добиться ни одной немецкой команде в предварительном раунде чемпионата Европы. В четвертьфинале команда установила новый мировой рекорд, выиграв у сборной Греции со счётом 4:2, что стало 15-й победой подряд. В полуфинале команда проиграла сборной Италии со счётом 1:2. В различных немецких СМИ, а также различными немецкими бывшими игроками. Лёву приписывалась значительная доля вины за выбывание команды. Главный репортер Kicker Карлхайнц Вильд сказал: «Лёв, который ранее проповедовал, что его команда хочет играть в свою игру, как она всегда делает в этом предварительном раунде, внёс экстремальные коррективы в этого чрезвычайно хорошего, сильного и умного соперника. Он приспособил свой состав к персоналу и стилю игры „адзурри“, внёс серьёзные изменения в состав и тактику своей команды — и при этом дурачился».

#### Чемпионат мира 2014 года
Зато на ЧМ-2014 сборная Германии наконец-то сумела добиться триумфа и выиграть свой четвёртый титул чемпиона мира. В полуфинале турнира подопечные Лёва сенсационно разгромили хозяев турнира бразильцев со счётом 7:1, а в финале благодаря единственному мячу Марио Гётце, забитому в дополнительное время, победили ещё одну южноамериканскую команду — сборную Аргентины.
Однако покорить Евро-2016 (третий подобный турнир для Лёва) немцам вновь не удалось: уже по традиции они заняли первое место в группе и вышли в плей-офф, где обыграли словаков, а после одержали победу над старыми соперниками итальянцами в серии пенальти. Однако путь к финалу для бундестим преградила хозяйка чемпионата сборная Франции, обыгравшая немцев со счётом 2:0. В итоге немцы разделили третье место турнира вместе со сборной Уэльса.
В 2017 году Лёв привёз в Россию на Кубок конфедераций обновленную молодую сборную Германии (в состав которой не вошёл никто из лидеров команды). На пути к финалу немцы не проиграли ни одного матча, сыграв лишь вничью со сборной Чили (1:1) на групповом этапе. В финале турнира в Санкт-Петербурге сборная Германии вновь встретилась с командой Чили, выиграв в основное время со счетом 1:0.

#### Чемпионат мира 2018 года
Накануне чемпионата мира 2018 в России Лёв продлил свой контракт со сборной до 2022 года. Однако на самом турнире немецкую команду ждал провал: действующие чемпионы мира уступили в первом матче группового этапа мексиканцам (0:1) и лишь в добавленное время сумели вырвать победу у шведов (2:1), благодаря голу Тони Крооса со штрафного на последних секундах матча. Для выхода в плей-офф немцам была необходима победа над аутсайдерами группы — сборной Южной Кореи, однако подопечные Лёва уступили со счётом 0:2 и завершили турнир на последнем месте в группе. Впервые при Йоахиме Лёве Бундестим покинула крупный международный турнир раньше полуфинала.
На Чемпионате Европы 2020, проводимом в 2021 году, где сборная Германии вышла из группы, но в 1/8 уступила англичанам, Лев был самым высокооплачиваемым тренером с годовым окладом €3,9 млн.
9 марта 2021 года Лёв заявил, что летом покинет пост главного тренера сборной, несмотря на действующий контракт.

## Достижения в качестве тренера
Командные
«Штутгарт»
- Обладатель Кубка Германии: 1996/97
- Финалист Кубка кубков УЕФА: 1997/98

«Фенербахче»
- Бронзовый призёр чемпионата Турции: 1998/99

«Тироль»
- Чемпион Австрии: 2001/02

«Аустрия (Вена)»
- Обладатель Суперкубка Австрии: 2003

Сборная Германии
- Бронзовый призёр Кубка конфедераций 2005 (помощник Юргена Клинсмана)
- Бронзовый призёр Чемпионата мира 2006 (помощник Юргена Клинсмана)
- Серебряный призёр чемпионата Европы 2008
- Бронзовый призёр чемпионата мира 2010
- Бронзовый призёр/полуфиналист чемпионата Европы (2): 2012, 2016
- Победитель чемпионата мира 2014
- Победитель Кубка конфедераций 2017

Личные
- Тренер года в Германии 2014
- Тренер года ФИФА: 2014
- World Soccer Magazine Лучший тренер года: 2014
- Тренер года по версии IFFHS (2): 2014, 2017
- Серебряный лавровый лист (2): 2010, 2014
- Орден «За заслуги перед Федеративной Республикой Германия»: 2010

17 октября 2014 года домашний стадион футбольной команды «Шенау 08» в его родном городе Шёнау был переименован со стадиона «Бухенбранд» в «Стадион Йоги Лёва». Кроме того, его родной город сделал его шестым почетным жителем в истории.
23 января 2015 года в Баден-Бадене Йоахиму Лёву была вручена премия немецких СМИ. С похвальной речью выступил министр канцелярии Петер Альтмайер.

## Личная жизнь

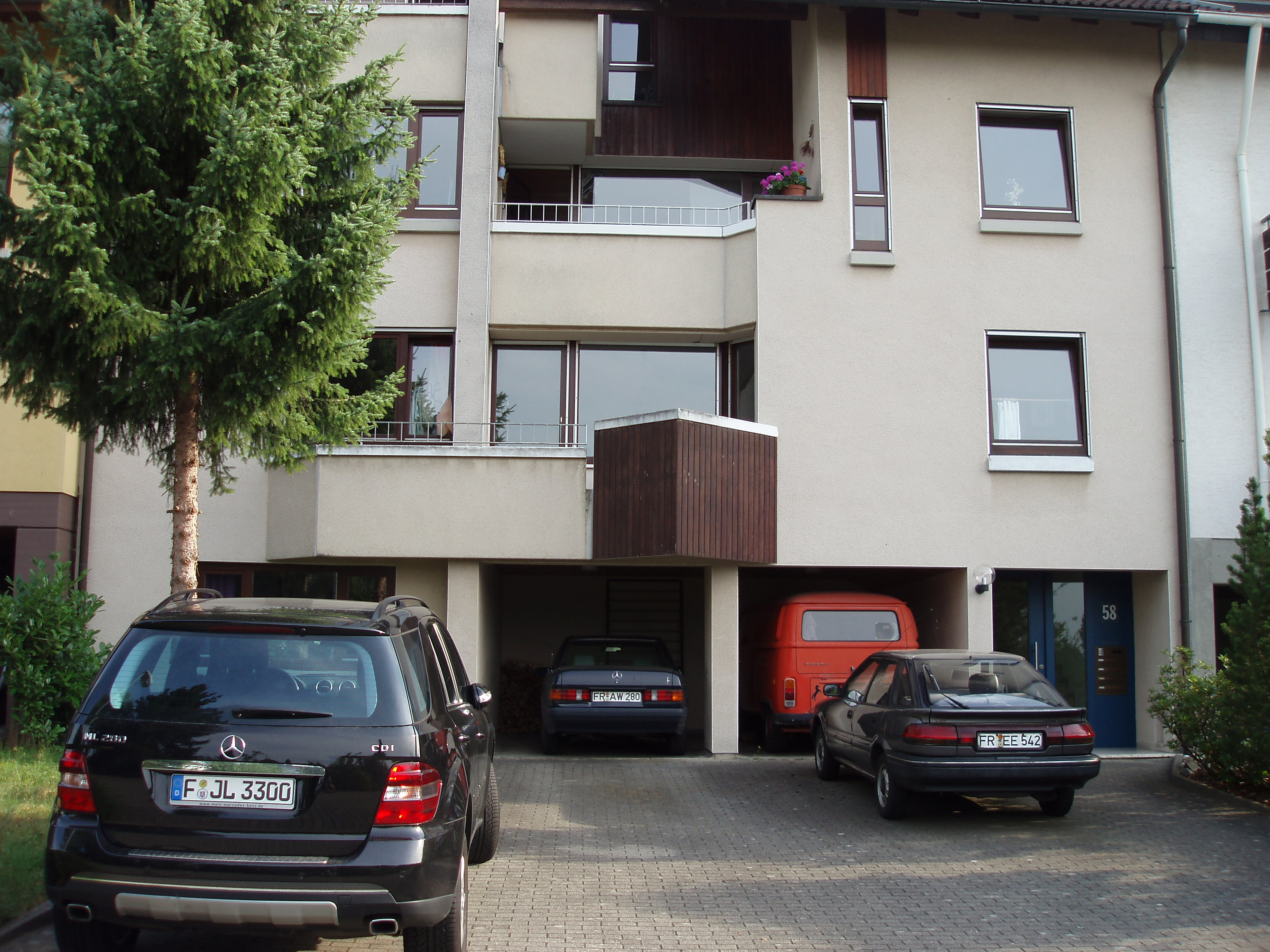
Дом Лёва во Фрайбурге

Мать и один из старших братьев Лёва (Питер) так и остались жить в Шёнау. У брата свой бар с пивом и колбасками. В 1986 году Лёв женился. С женой Даниэллой Шмид 17-летний Йоахим познакомился на факультете экономики в 1978 году. Она была дочерью президента местного футбольного клуба. Йоги тогда успел получить образование менеджера в торговле оптом. Детей нет. В 2016 году супруги перестали жить вместе, однако официально разводиться не планируют.
Йоахим любит быструю и агрессивную езду на автомобиле, за что дважды лишался прав. Обладатель большой коллекции наручных часов.
Что касается личностных предпочтений, то Лёв полностью предан Италии: любит итальянскую кухню, итальянское вино и минеральную воду, отдыхать предпочитает на Средиземном море. Также Йоахиму нравится слушать музыку. Его любимым певцом является Удо Юргенс.
31 мая 2019 года Лёв был госпитализирован прямо с тренировки из-за нарушения кровообращения. Его отправили в больницу университета Фрайбурга. 5 июня Лёв был выписан из больницы.

### Критика и конфликты
Несколько раз в составе сборной Германии Лёв был объектом насмешек из-за странных жестов, которые он демонстрировал на публике. В интернете появились видео, на которых видно, как тренер во время матчей чешет у себя в штанах, а потом подносит руку к носу. Немец только однажды сам прокомментировал свои привычки:
«Бывает, что в тебе бурлит адреналин, или ты очень сосредоточен. Ты не отдаёшь себе отчёт, что делаешь. Я постараюсь быть внимательнее к своим движениям».
В марте 2016 года он исключил из состава сборной из-за недисциплинированности и «непрофессионального поведения» Макса Крузе, который ночью пошёл в ночной клуб. В мае 2018 года, после того как Сандро Вагнер не был включен в список игроков, которые будут играть на чемпионате мира, он подал в отставку из сборной и заявил: «Кажется, что мой образ жизни, моя открытость, честность и прямота не подходят тренерскому штабу сборной». Лёв, в свою очередь, ответил: «Воспринимаю слова Вагнера как критику не меня или тренерского штаба, а товарищей по команде. Он действует так, будто некоторые футболисты, которые всегда играли за нас и были лидерами, — полные идиоты». Однако он также сказал, что разочарование нападающего было понятным, хотя «его реакция и причины были преувеличены».
В июле 2018 года Месут Озиль, имеющий турецкое происхождение, отказался от участия в национальной сборной и заявил, что подвергся расизму со стороны Федерации футбола Германии, в частности, со стороны её президента Райнхарда Гринделя. Лёв отверг эти обвинения: «С тех пор как я работаю в Немецком футбольном союзе, в сборной никогда не было никаких проявлений расизма, игроки всегда идентифицировали себя с нашими ценностями». Месяц спустя, находясь в Лондоне на конференции тренеров ФИФА, Йоахим пришёл на тренировку «Арсенала» с намерением поговорить с Озилом. Однако тренер Унаи Эмери не позволил ему этого сделать. В марте 2019 года Лёв объявил, что больше не будет вызывать в сборную Томаса Мюллера, Жерома Боатенга и Матса Хуммельса — победителей чемпионата мира 2014 года из мюнхенской «Баварии». В ответ клуб опубликовал заявление, в котором поставил под сомнение решение тренера. Мюллер, в свою очередь, сказал, что заявление Лёва оставило его «в недоумении», и добавил: «Чем больше я думаю об этом, тем больше меня нервирует то, как всё это произошло». Хуммельс назвал этот шаг «непонятным» и «несправедливым». Через три года Йоги вызвал Хуммельса и Мюллера на чемпионат Европы.

### Общественная деятельность
- С 2000 года Лёв является вице-президентом фонда, который управляет сайтом для молодых футбольных болельщиков и поддерживает streetfootballworld, глобальную сеть социальных футбольных проектов. В исполнительном комитете и попечительском совете фонда представлены и другие немецкие игроки, в том числе Юрген Клинсман, Андреас Кёпке, Йенс Леманн, Кристоф Метцельдер и Пьер Литтбарски.
- С 2006 года Лёв является постоянным гостем одного из самых важных турниров для молодых футболистов Mercedes-Benz Junior Cup[75].
- Мы помогаем Африке: Лёв поддерживал социальный проект чемпионата мира по футболу 2010 года в Южной Африке.
- С 2010 года Йоахим Лёв поддерживает детскую благотворительную организацию План. У него двое крёстных детей в Гане, мальчик и девочка. Вместе с Nivea и План он поддерживает спортивно-образовательный проект в Руанде. Кроме того, он привержён проектам в области футбола для девочек[76].
- 12 февраля 2017 года Лёв был членом 16-го Федерального собрания по выборам Федерального президента в качестве представителя ландтага земли Баден-Вюртемберг от партии Союз 90/Зелёные[77].

## Тренерская статистика
| Команда          | Страна   | Начало работы   | Окончание работы | Результаты | Результаты | Результаты | Результаты | Результаты |
| Команда          | Страна   | Начало работы   | Окончание работы | И          | В          | Н          | П          | В %        |
| ---------------- | -------- | --------------- | ---------------- | ---------- | ---------- | ---------- | ---------- | ---------- |
| Штутгарт         | Германия | 14 августа 1996 | 20 мая 1998      | 89         | 48         | 18         | 23         | 053,93     |
| Фенербахче       | Турция   | 1 июля 1998     | 30 мая 1999      | 38         | 24         | 6          | 8          | 063,16     |
| Карлсруэ         | Германия | 25 октября 1999 | 19 апреля 2000   | 18         | 1          | 7          | 10         | 005,56     |
| Аданаспор        | Турция   | 20 декабря 2000 | 4 марта 2001     | 5          | 0          | 2          | 3          | 000,00     |
| Тироль           | Австрия  | 10 октября 2001 | 30 июня 2002     | 25         | 11         | 5          | 9          | 044,00     |
| Аустрия          | Австрия  | 1 июля 2003     | 24 марта 2004    | 31         | 15         | 8          | 8          | 048,39     |
| Сборная Германии | Германия | 12 июля 2006    | 1 июля 2021      | 198        | 125        | 39         | 34         | 063,13     |
| Всего            | Всего    | Всего           | Всего            | 404        | 224        | 85         | 95         | 055,45     |